# Которович, Богодар Антонович
Богодар Антонович Которо́вич (1941—2009) — советский и украинский скрипач, дирижёр. Основатель Государственного камерного ансамбля «Киевские солисты», профессор КГК имени П. И. Чайковского, один из основателей современной украинской скрипичной школы, Член-корреспондент Академии искусств Украины (1997). По результатам творческой деятельности в 1999 и 2000 Богодар Которович дважды становился лауреатом престижной всеукраинской премии «Человек года». Народный артист Украинской ССР (1979).

## Жизненный и творческий путь
Родился 3 июля 1941 года в небольшом польском городке Грубешове. В 1945 году семья будущего скрипача переехала на Волынь, а впоследствии во Львов. Во Львове окончил музыкальную школу и после года обучения во Львовской ГК имени Н. В. Лысенко был приглашён в МГК имени П. И. Чайковского в класс выдающегося педагога Ю. И. Янкелевича. Ещё студентом Богодар Которович стал лауреатом ряда авторитетных международных конкурсов (имени Н. Паганини, Генуя; имени Дж. Энеску, Бухарест и др.). После окончания консерватории в 1966 году становится концертмейстером Государственного симфонического оркестра Украины и солистом Киевской государственной филармонии. С 1967 года вёл педагогическую деятельность в Киевской консерватории, впоследствии в качестве заведующего кафедры скрипки. С 1994 года преподаватель Сиднейской консерватории (Австралия), а в 1995 г. с целью воспитания «высокой культуры и элитарности» был открыт Первый международный конкурс юных скрипачей Богодара Которовича. Среди выпускников его класса Олександр Семчук (Украина/Италия), Алина Комиссарова (Дания), Святослава Семчук, Богдана Пивненко (Украина), Ярослав Рудницкий (США), Дмитрий Ткаченко (Великобритания), Олександр Пушкаренко, участники киевского квартета Collegium Тарас Яропуд и Кирилл Шарапов, а также дочь скрипача Мирослава Которович.
С 1995 года возглавлял созданный им Государственный камерный ансамбль «Киевские солисты» (ныне Национальный камерный ансамбль «Киевские солисты» имени Богодара Которовича). Со временем ансамбль стал всемирно известным коллективом.
Богодар Которович неоднократно был членом жюри известнейших международных конкурсов (АRD в Мюнхене, им. Н. Паганини в Генуе, имени П. Чайковского в Москве, имени К. Нильсена в Оденсе, им. Б. Бриттена в Лондоне и др.). Также постоянно возглавлял жюри Международного конкурса имени Н. В. Лысенко в Киеве, а с 2003 года являлся артистическим директором Britten Kyiv Festival.
Умер 4 июля 2009 года. Похоронен в Киеве на Байковом кладбище.

## Награды и премии
- Народный артист Украинской ССР (1979)
- орден «За заслуги» III степени (2001)[1]
- Государственная премия УССР имени Т. Г. Шевченко (1985) — за концертные программы 1982—1984 годов
- премия имени В. И. Вернадского (2000)

## Интересные факты
Богодар Которович единственный в мире скрипач, который был удостоен презентовать инструмент великого маэстро Паганини за пределами Италии.